# (35661) 1998 QV39
1998 QV39 (asteroide 35661) é um asteroide da cintura principal. Possui uma excentricidade de 0.17368050 e uma inclinação de 2.35912º.
Este asteroide foi descoberto no dia 17 de agosto de 1998 por LINEAR em Socorro.